# Beautiful People (Melanie)
"Beautiful People" is een nummer van de Amerikaanse singer-songwriter Melanie. Het nummer verscheen op haar album Affectionately Melanie uit 1969. In november van dat jaar werd het nummer uitgebracht als de vijfde single van het album.

## Achtergrond
"Beautiful People" is geschreven door Melanie zelf. In 1967 bracht zij een andere versie van het nummer uit als haar debuutsingle onder de titel "My Beautiful People". Zij haalde de inspiratie voor het nummer uit een stroomstoring in New York tijdens haar jeugd. Tijdens deze stroomstoring deelde zij kaarsen uit aan de bewoners van haar gebouw. Zij vertelde hierover: "Het was donker. Er waren oude mensen in het gebouw. Oké, misschien waren het veertigers, maar destijds leken zij oud. [...] De avond was magisch. Het was allesbehalve koud en gevoelloos, wat de reputatie van New York was. Enkele dagen na de stroomstoring dacht ik, 'beautiful people caring from the heart' [mooie mensen die vanuit het hart voelen]."
"Beautiful People" zorgde voor de doorbraak van Melanie. Later in 1969 zong ze het nummer op het festival Woodstock, waar zij verrassend voor werd uitgenodigd; zij was op dat moment nog geen grote ster. Zij vertelde hierover: "Ik nam mijn jeugdervaringen met mij mee naar Woodstock, en wat voor evenement en ervaring was dat. De enige keer dat zoiets, van die omvang, ooit is gebeurd. Ik was een meisje, speelde drie akkoorden op mijn gitaar, met publiek dat voor grote rockartiesten kwam. Ik dacht dat ze mij zouden stenigen of tomaten zouden gooien, maar ik resoneerde onmiddellijk met vijfhonderdduizend mensen." Haar optreden op Woodstock maakte Melanie direct een wereldster en inspireerde haar voor de hitsingle "Lay Down (Candles in the Rain)", die zij opnam met de Edwin Hawkins Singers.
"Beautiful People" werd alleen in Nederland een hit. In de Top 40 kwam het tot de negende plaats, terwijl in de Hilversum 3 Top 30 de achtste plaats werd behaald. In 1995 verscheen in Vlaanderen een cover van het nummer van de groep Pop In Wonderland in samenwerking met Melanie, die de vijfde plaats in de Ultratop 50 haalde. In 1997 werd het nummer gecoverd door Mathilde Santing, die er ook een hit mee scoorde. Haar versie behaalde de 21e plaats in de Top 40 en de dertigste plaats in de Mega Top 100.

## Hitnoteringen

### Melanie

#### Nederlandse Top 40
| Hitnotering: 15-11-1969 t/m 10-01-1970 | Hitnotering: 15-11-1969 t/m 10-01-1970 | Hitnotering: 15-11-1969 t/m 10-01-1970 | Hitnotering: 15-11-1969 t/m 10-01-1970 | Hitnotering: 15-11-1969 t/m 10-01-1970 | Hitnotering: 15-11-1969 t/m 10-01-1970 | Hitnotering: 15-11-1969 t/m 10-01-1970 | Hitnotering: 15-11-1969 t/m 10-01-1970 | Hitnotering: 15-11-1969 t/m 10-01-1970 | Hitnotering: 15-11-1969 t/m 10-01-1970 | Hitnotering: 15-11-1969 t/m 10-01-1970 |
| Week                                   | 1                                      | 2                                      | 3                                      | 4                                      | 5                                      | 6                                      | 7                                      | 8                                      | 9                                      |                                        |
| -------------------------------------- | -------------------------------------- | -------------------------------------- | -------------------------------------- | -------------------------------------- | -------------------------------------- | -------------------------------------- | -------------------------------------- | -------------------------------------- | -------------------------------------- | -------------------------------------- |
| Positie                                | 32                                     | 18                                     | 12                                     | 10                                     | 9                                      | 12                                     | 16                                     | 21                                     | 37                                     | uit                                    |

#### Nationale Hitparade
| Hitnotering: 22-11-1969 t/m 10-01-1970 | Hitnotering: 22-11-1969 t/m 10-01-1970 | Hitnotering: 22-11-1969 t/m 10-01-1970 | Hitnotering: 22-11-1969 t/m 10-01-1970 | Hitnotering: 22-11-1969 t/m 10-01-1970 | Hitnotering: 22-11-1969 t/m 10-01-1970 | Hitnotering: 22-11-1969 t/m 10-01-1970 | Hitnotering: 22-11-1969 t/m 10-01-1970 | Hitnotering: 22-11-1969 t/m 10-01-1970 | Hitnotering: 22-11-1969 t/m 10-01-1970 |
| Week                                   | 1                                      | 2                                      | 3                                      | 4                                      | 5                                      | 6                                      | 7                                      | 8                                      |                                        |
| -------------------------------------- | -------------------------------------- | -------------------------------------- | -------------------------------------- | -------------------------------------- | -------------------------------------- | -------------------------------------- | -------------------------------------- | -------------------------------------- | -------------------------------------- |
| Positie                                | 22                                     | 9                                      | 8                                      | 8                                      | 12                                     | 15                                     | 19                                     | 20                                     | uit                                    |

#### NPO Radio 2 Top 2000
| Nummer met noteringen in de NPO Radio 2 Top 2000 | '99 | '00 | '01 | '02 | '03 | '04 | '05 | '06 | '07 | '08 | '09 | '10 | '11 | '12 | '13 | '14 | '15  | '16  | '17  | '18  | '19  | '20  | '21 | '22  | '23  | '24  |
| ------------------------------------------------ | --- | --- | --- | --- | --- | --- | --- | --- | --- | --- | --- | --- | --- | --- | --- | --- | ---- | ---- | ---- | ---- | ---- | ---- | --- | ---- | ---- | ---- |
| Beautiful People                                 | 528 | 508 | 624 | 438 | 548 | 574 | 485 | 545 | 648 | 554 | 603 | 585 | 706 | 654 | 674 | 982 | 1072 | 1163 | 1416 | 1155 | 1060 | 1200 | 980 | 1266 | 1358 | 1358 |

1. ↑  Een vetgedrukt getal geeft de hoogste notering aan.

#### Evergreen Top 1000
| Evergreen Top 1000 "Beautiful People - Melanie" | Evergreen Top 1000 "Beautiful People - Melanie" | Evergreen Top 1000 "Beautiful People - Melanie" | Evergreen Top 1000 "Beautiful People - Melanie" | Evergreen Top 1000 "Beautiful People - Melanie" | Evergreen Top 1000 "Beautiful People - Melanie" | Evergreen Top 1000 "Beautiful People - Melanie" | Evergreen Top 1000 "Beautiful People - Melanie" | Evergreen Top 1000 "Beautiful People - Melanie" | Evergreen Top 1000 "Beautiful People - Melanie" | Evergreen Top 1000 "Beautiful People - Melanie" | Evergreen Top 1000 "Beautiful People - Melanie" | Evergreen Top 1000 "Beautiful People - Melanie" | Evergreen Top 1000 "Beautiful People - Melanie" | Evergreen Top 1000 "Beautiful People - Melanie" | Evergreen Top 1000 "Beautiful People - Melanie" | Evergreen Top 1000 "Beautiful People - Melanie" |
| Jaar                                            | 2008                                            | 2009                                            | 2010                                            | 2011                                            | 2012                                            | 2013                                            | 2014                                            | 2015                                            | 2016                                            | 2017                                            | 2018                                            | 2019                                            | 2020                                            | 2021                                            | 2022                                            | 2023                                            |
| ----------------------------------------------- | ----------------------------------------------- | ----------------------------------------------- | ----------------------------------------------- | ----------------------------------------------- | ----------------------------------------------- | ----------------------------------------------- | ----------------------------------------------- | ----------------------------------------------- | ----------------------------------------------- | ----------------------------------------------- | ----------------------------------------------- | ----------------------------------------------- | ----------------------------------------------- | ----------------------------------------------- | ----------------------------------------------- | ----------------------------------------------- |
| Positie                                         | 718                                             | 341                                             | 334                                             | 334                                             | 322                                             | 399                                             | 203                                             | 216                                             | 420                                             | 377                                             | 435                                             | 398                                             | 399                                             | 326                                             | 252                                             | 322                                             |

### Pop In Wonderland & Melanie

#### Vlaamse Ultratop 50
| Positie | 43 | 23 | 11 | 11 | 5 | 5 | 24 | 30 | 36 | uit |

### Mathilde Santing

#### Nederlandse Top 40
| Hitnotering: 18-10-1997 t/m 27-12-1997 | Hitnotering: 18-10-1997 t/m 27-12-1997 | Hitnotering: 18-10-1997 t/m 27-12-1997 | Hitnotering: 18-10-1997 t/m 27-12-1997 | Hitnotering: 18-10-1997 t/m 27-12-1997 | Hitnotering: 18-10-1997 t/m 27-12-1997 | Hitnotering: 18-10-1997 t/m 27-12-1997 | Hitnotering: 18-10-1997 t/m 27-12-1997 | Hitnotering: 18-10-1997 t/m 27-12-1997 | Hitnotering: 18-10-1997 t/m 27-12-1997 | Hitnotering: 18-10-1997 t/m 27-12-1997 | Hitnotering: 18-10-1997 t/m 27-12-1997 | Hitnotering: 18-10-1997 t/m 27-12-1997 |
| Week                                   | 1                                      | 2                                      | 3                                      | 4                                      | 5                                      | 6                                      | 7                                      | 8                                      | 9                                      | 10                                     | 11                                     |                                        |
| -------------------------------------- | -------------------------------------- | -------------------------------------- | -------------------------------------- | -------------------------------------- | -------------------------------------- | -------------------------------------- | -------------------------------------- | -------------------------------------- | -------------------------------------- | -------------------------------------- | -------------------------------------- | -------------------------------------- |
| Positie                                | 37                                     | 29                                     | 26                                     | 23                                     | 21                                     | 33                                     | 33                                     | 33                                     | 30                                     | 35                                     | 39                                     | uit                                    |

#### Mega Top 100
| Hitnotering: 04-10-1997 t/m 07-02-1998 | Hitnotering: 04-10-1997 t/m 07-02-1998 | Hitnotering: 04-10-1997 t/m 07-02-1998 | Hitnotering: 04-10-1997 t/m 07-02-1998 | Hitnotering: 04-10-1997 t/m 07-02-1998 | Hitnotering: 04-10-1997 t/m 07-02-1998 | Hitnotering: 04-10-1997 t/m 07-02-1998 | Hitnotering: 04-10-1997 t/m 07-02-1998 | Hitnotering: 04-10-1997 t/m 07-02-1998 | Hitnotering: 04-10-1997 t/m 07-02-1998 | Hitnotering: 04-10-1997 t/m 07-02-1998 | Hitnotering: 04-10-1997 t/m 07-02-1998 | Hitnotering: 04-10-1997 t/m 07-02-1998 | Hitnotering: 04-10-1997 t/m 07-02-1998 | Hitnotering: 04-10-1997 t/m 07-02-1998 | Hitnotering: 04-10-1997 t/m 07-02-1998 | Hitnotering: 04-10-1997 t/m 07-02-1998 | Hitnotering: 04-10-1997 t/m 07-02-1998 | Hitnotering: 04-10-1997 t/m 07-02-1998 | Hitnotering: 04-10-1997 t/m 07-02-1998 |
| Week                                   | 1                                      | 2                                      | 3                                      | 4                                      | 5                                      | 6                                      | 7                                      | 8                                      | 9                                      | 10                                     | 11                                     | 12                                     | 13                                     | 14                                     | 15                                     | 16                                     | 17                                     | 18                                     |                                        |
| -------------------------------------- | -------------------------------------- | -------------------------------------- | -------------------------------------- | -------------------------------------- | -------------------------------------- | -------------------------------------- | -------------------------------------- | -------------------------------------- | -------------------------------------- | -------------------------------------- | -------------------------------------- | -------------------------------------- | -------------------------------------- | -------------------------------------- | -------------------------------------- | -------------------------------------- | -------------------------------------- | -------------------------------------- | -------------------------------------- |
| Positie                                | 84                                     | 63                                     | 53                                     | 41                                     | 32                                     | 32                                     | 34                                     | 30                                     | 33                                     | 32                                     | 31                                     | 41                                     | 43                                     | 50                                     | 52                                     | 57                                     | 66                                     | 77                                     | uit                                    |